# Alexander Hagman
Alexander Hagman, tidigare Rajkovic, född 11 februari 1975, är en svensk sångare, musiker, producent, entreprenör och kampsportsutövare. Han är sångare i Raised Fist och känd för sitt energiska scenframträdande.
Alexander Hagman startade Raised Fist 1993 tillsammans med barndomsvännerna Andreas Johansson (bas) och Peter Karlsson (bandets första trummis). Före Raised Fist spelade Hagman i flera lokala punk och hardcoregrupper i Luleå.
Utanför musiken var Alexander Hagman mellan 2000 och 2009 involverad i det lokala klubblivet genom diverse DJ-kollektiv. Han har givit ut gratistidningen Kultur & Nöje i Norrbotten och är idag entreprenör inom IT.
Alexander Hagman är aktiv inom kampsport och driver klubbarna Nordic Fighters MMA och Gracie Jiu Jitsu Luleå. Han tävlar även sporadiskt och tog i juni 2018 silvermedalj i Naga Grappling Spain Championship (nogi). Han öppnade Nordens första Gracie Academy Training Center i Luleå 2015.